# Orectochilini
Orectochilini – plemię chrząszczy z podrzędu drapieżnych i rodziny krętakowatych. Dawniej klasyfikowane jako podrodzina Orectochilinae.

## Opis
Chrząszcze o długości ciała poniżej 14 mm, owalne, silnie wydłużone w obrysie, o grzbiecie wypukłym do bardzo wypukłego, co najmniej częściowo pokrytym delikatnym włoskiem. Czułki o od 8 do 11 członach. Do cech apomorficznych plemienia należą: szczęki pozbawione żuwki zewnętrznej (galea), poletka szczecinek na powierzchni głowy, przedplecza i pokryw tworzące często charakterystyczny dla gatunku lub płci wzór, ostatni segment odwłoka wydłużony i trójkątny, gonocoxae samic wierzchołkowo wąsko zaokrąglone lub spiczaste, sternity odwłokowe VII i VIII znacząco się zwężające i wyposażone w rzędy włosków wzdłuż linii środkowej. Ponadto pokrywy pozbawione są rzędów punktów, z wyjątkiem kilku gatunków Gyretes. E. Tranda zwraca także uwagę na: wargę górną o przednim brzegu nierównoległym do nadustka, przednią krawędź przedplecza pozbawioną bruzd i biodra odnóży środkowych silnie rozrośnięte, przez co śródpiersie dość małe.

## Systematyka i zoogeografia
Plemię w tradycyjnym ujęciu obejmowało 3 rodzaje. Po wyniesieniu podrodzaju Orectochilus (Patrus) do rangi rodzaju obejmuje ich 4:
- Gyretes Brullé, 1835 – kraina neotropikalna i południowa Nearktyka
- Orectochilus Dejean, 1833 – głównie kraina palearktyczna i północna orientalna
- Orectogyrus Régimbart, 1884 – kraina afrotropikalna
- Patrus Aubé, 1838 – Azja Południowo-Wschodnia z jednym gatunkiem środkowoafrykańskim